# Superprestige veldrijden 2013-2014
De Superprestige veldrijden 2013-2014 (officieel: Hansgrohe Superprestige 2013-2014) startte op 27 oktober 2013 in Ruddervoorde en eindigde op 15 februari 2014 met de Noordzeecross in Middelkerke. Sven Nys won voor de dertiende keer het eindklassement.

## Puntenverdeling
Punten werden toegekend aan alle crossers die in aanmerking kwamen voor Superprestige-punten. De top vijftien ontving punten aan de hand van de volgende tabel:
| Positie | 1  | 2  | 3  | 4  | 5  | 6  | 7 | 8 | 9 | 10 | 11 | 12 | 13 | 14 | 15 |
| Punten  | 15 | 14 | 13 | 12 | 11 | 10 | 9 | 8 | 7 | 6  | 5  | 4  | 3  | 2  | 1  |

## Mannen elite

### Kalender en podia
| Datum      | Locatie                               | Cat. | Eerste           | Tweede            | Derde             | Leider in het klassement |         |
| ---------- | ------------------------------------- | ---- | ---------------- | ----------------- | ----------------- | ------------------------ | ------- |
| 27/10/2013 | Cyclocross Ruddervoorde, Ruddervoorde | C1   | Klaas Vantornout | Sven Nys          | Tom Meeusen       | Klaas Vantornout         | details |
| 03/11/2013 | Cyclocross Zonhoven, Zonhoven         | C1   | Sven Nys         | Niels Albert      | Klaas Vantornout  | Sven Nys                 | details |
| 10/11/2013 | Bollekescross, Zogge                  | C1   | Niels Albert     | Sven Nys          | Philipp Walsleben | Sven Nys                 | details |
| 17/11/2013 | Cyclocross Asper-Gavere, Gavere       | C1   | Sven Nys         | Philipp Walsleben | Klaas Vantornout  | Sven Nys                 | details |
| 24/11/2013 | Cyclocross Gieten, Gieten             | C1   | Niels Albert     | Lars van der Haar | Tom Meeusen       | Niels Albert             | details |
| 29/12/2013 | Cyclocross Diegem, Diegem             | C1   | Sven Nys         | Tom Meeusen       | Niels Albert      | Niels Albert             | details |
| 09/02/2014 | Vlaamse Aardbeiencross, Hoogstraten   | C1   | Sven Nys         | Klaas Vantornout  | Niels Albert      | Niels Albert             | details |
| 15/02/2014 | Noordzeecross, Middelkerke            | C1   | Tom Meeusen      | Kevin Pauwels     | Sven Nys          | Sven Nys                 | details |

### Eindklassement
| #  | Naam                | Punten |
| -- | ------------------- | ------ |
| 1  | Sven Nys            | 101    |
| 2  | Niels Albert        | 101    |
| 3  | Tom Meeusen         | 84     |
| 4  | Klaas Vantornout    | 83     |
| 5  | Philipp Walsleben   | 77     |
| 6  | Lars van der Haar   | 75     |
| 7  | Kevin Pauwels       | 57     |
| 8  | Rob Peeters         | 53     |
| 9  | Thijs van Amerongen | 49     |
| 10 | Bart Aernouts       | 33     |

### Uitslagen
| #  | Naam                | Tijd     |
| -- | ------------------- | -------- |
| 1  | Klaas Vantornout    | 1u00'30" |
| 2  | Sven Nys            | + 7"     |
| 3  | Tom Meeusen         | + 11"    |
| 4  | Lars van der Haar   | + 31"    |
| 5  | Niels Albert        | + 42"    |
| 6  | Bart Aernouts       | + 45"    |
| 7  | Thijs van Amerongen | + 47"    |
| 8  | Rob Peeters         | + 1'02"  |
| 9  | Marcel Meisen       | + 1'16"  |
| 10 | Kevin Pauwels       | + 1'21"  |

| #  | Naam              | Tijd    |
| -- | ----------------- | ------- |
| 1  | Sven Nys          | 59'55"  |
| 2  | Niels Albert      | z.t.    |
| 3  | Klaas Vantornout  | + 15"   |
| 4  | Lars van der Haar | + 29"   |
| 5  | Bart Aernouts     | + 57"   |
| 6  | Philipp Walsleben | z.t.    |
| 7  | Tom Meeusen       | z.t.    |
| 8  | Wietse Bosmans    | + 1'51" |
| 9  | Niels Wubben      | z.t.    |
| 10 | Kevin Pauwels     | + 1'57" |

| #  | Naam                | Tijd     |
| -- | ------------------- | -------- |
| 1  | Niels Albert        | 1u03'33" |
| 2  | Sven Nys            | + 13"    |
| 3  | Philipp Walsleben   | + 36"    |
| 4  | Wietse Bosmans      | + 58"    |
| 5  | Julien Taramarcaz   | + 1'00"  |
| 6  | Klaas Vantornout    | + 1'42"  |
| 7  | Kevin Pauwels       | z.t      |
| 8  | Rob Peeters         | + 1'52"  |
| 9  | Niels Wubben        | + 1'57"  |
| 10 | Thijs van Amerongen | + 2'01"  |

| #  | Naam                | Tijd     |
| -- | ------------------- | -------- |
| 1  | Sven Nys            | 1u02'13" |
| 2  | Philipp Walsleben   | + 1"     |
| 3  | Klaas Vantornout    | + 31"    |
| 4  | Rob Peeters         | + 38"    |
| 5  | Niels Albert        | + 44"    |
| 6  | Lars van der Haar   | + 56"    |
| 7  | Tom Meeusen         | + 1'15"  |
| 8  | Thijs van Amerongen | + 1'48"  |
| 9  | Kevin Pauwels       | + 1'54"  |
| 10 | Niels Wubben        | + 2'12"  |

| #  | Naam              | Tijd     |
| -- | ----------------- | -------- |
| 1  | Niels Albert      | 1u01'35" |
| 2  | Lars van der Haar | + 15"    |
| 3  | Tom Meeusen       | z.t.     |
| 4  | Philipp Walsleben | z.t.     |
| 5  | Marcel Meisen     | + 30"    |
| 6  | Kevin Pauwels     | + 36"    |
| 7  | Martin Bína       | z.t.     |
| 8  | Bart Aernouts     | z.t.     |
| 9  | Klaas Vantornout  | z.t.     |
| 10 | Rob Peeters       | z.t.     |

| #  | Naam              | Tijd    |
| -- | ----------------- | ------- |
| 1  | Sven Nys          | 1u02'41 |
| 2  | Tom Meeusen       | + 21    |
| 3  | Niels Albert      | + 45    |
| 4  | Zdeněk Štybar     | + 1'04  |
| 5  | Martin Bína       | + 1'08  |
| 6  | Lars van der Haar | + 1'18  |
| 7  | Rob Peeters       | z.t.    |
| 8  | Philipp Walsleben | + 2'01  |
| 9  | Marcel Meisen     | + 2'04  |
| 10 | Jim Aernouts      | + 2'07  |

| #  | Naam                | Tijd     |
| -- | ------------------- | -------- |
| 1  | Sven Nys            | 1u00'10" |
| 2  | Klaas Vantornout    | + 32"    |
| 3  | Niels Albert        | + 53"    |
| 4  | Thijs van Amerongen | + 56"    |
| 5  | Tom Meeusen         | + 1'00"  |
| 6  | Rob Peeters         | + 1'59"  |
| 7  | Philipp Walsleben   | z.t.     |
| 8  | Corné van Kessel    | + 2'18"  |
| 9  | Jim Aernouts        | + 2'28"  |
| 10 | Sven Vanthourenhout | + 2'43"  |

| #  | Naam                  | Tijd    |
| -- | --------------------- | ------- |
| 1  | Tom Meeusen           | 57'32"  |
| 2  | Kevin Pauwels         | + 19"   |
| 3  | Sven Nys              | + 29"   |
| 4  | Lars van der Haar     | + 30"   |
| 5  | Klaas Vantornout      | + 1'03" |
| 6  | Thijs van Amerongen   | + 1'07" |
| 7  | Niels Albert          | + 1'12" |
| 8  | Dieter Vanthourenhout | + 1'20" |
| 9  | Philipp Walsleben     | + 1'55" |
| 10 | Jim Aernouts          | + 2'02" |

## Vrouwen elite

### Kalender en podia
| Datum      | Locatie                               | Cat. | Eerste                | Tweede                | Derde                 |         |
| ---------- | ------------------------------------- | ---- | --------------------- | --------------------- | --------------------- | ------- |
| 27/10/2013 | Cyclocross Ruddervoorde, Ruddervoorde | C1   | Helen Wyman           | Nikki Harris          | Sanne Cant            | details |
| 03/11/2013 | Cyclocross Zonhoven, Zonhoven         | C1   | Geen vrouwenwedstrijd | Geen vrouwenwedstrijd | Geen vrouwenwedstrijd | details |
| 10/11/2013 | Bollekescross, Zogge                  | C1   | Nikki Harris          | Sanne Cant            | Sophie de Boer        | details |
| 17/11/2013 | Cyclocross Asper-Gavere, Gavere       | C1   | Sanne Cant            | Helen Wyman           | Nikki Harris          | details |
| 24/11/2013 | Cyclocross Gieten, Gieten             | C1   | Helen Wyman           | Sanne Cant            | Sabrina Stultiens     | details |
| 29/12/2013 | Cyclocross Diegem, Diegem             | C1   | Sanne Cant            | Eva Lechner           | Elle Anderson         | details |
| 09/02/2014 | Vlaamse Aardbeiencross, Hoogstraten   | C1   | Nikki Harris          | Sanne Cant            | Jolien Verschueren    | details |
| 15/02/2014 | Noordzeecross, Middelkerke            | C1   | Helen Wyman           | Sanne Cant            | Jolien Verschueren    | details |

### Eindklassement
Geen eindklassement voor de vrouwen.
 Cyclocross Ruddervoorde · 
 Cyclocross Zonhoven · 
 Bollekescross · 
 Cyclocross Asper-Gavere · 
 Cyclocross Gieten · 
 Cyclocross Diegem · 
 Vlaamse Aardbeiencross · 
 Noordzeecross
Kampioenschappen:  Wereldkampioenschappen · 
 Europese kampioenschappen · 
 Belgische kampioenschappen · 
 Nederlandse kampioenschappen
Klassementen:  Wereldbeker · 
 Superprestige · 
 Bpost bank trofee ·
 TOI TOI Cup ·
 Challenge national
Overig:  Soudal Classics
1982-1983 · 1983-1984 · 1984-1985 · 1985-1986 · 1986-1987 · 1987-1988 · 1988-1989 · 1989-1990 · 1990-1991 · 1991-1992 · 1992-1993 · 1993-1994 · 1994-1995 · 1995-1996 · 1996-1997 · 1997-1998 · 1998-1999 · 1999-2000 · 2000-2001 · 2001-2002 · 2002-2003 · 2003-2004 · 2004-2005 · 2005-2006 · 2006-2007 · 2007-2008 · 2008-2009 · 2009-2010 · 2010-2011 · 2011-2012 · 2012-2013 · 2013-2014 · 2014-2015 · 2015-2016 · 2016-2017 · 2017-2018 · 2018-2019 · 2019-2020 · 2020-2021 · 2021-2022 · 2022-2023 · 2023-2024 · 2024-2025